# Serge Otzoup
Serge Otzoup, (russisch Сергей Авдеевич Оцуп, Sergei Awdejewitsch Ozup, spanisch Sergio Otzoup; * 8. Märzjul. / 20. März 1886greg. in Zarskoje Selo bei St. Petersburg; † 25. März 1974 in Madrid, Spanien) war ein russischstämmiger Berufsoffizier, Kaufmann sowie Filmproduzent und -produktionsleiter beim westeuropäischen Film.

## Die frühen Jahre
Sergei Ozup schlug nach seinem Besuch des Zar-Nikolaus-Gymnasiums in seinem Geburtsort, der Zarenresidenz Zarskoje Selo, eine militärische Laufbahn ein – Dienstrang: Leutnant – und gehörte zeitweise der Leibgarde des Zaren an. Nach der Oktoberrevolution kam er in den Westen.
Im Berlin der frühen 1920er Jahre als Serge Otzoup firmierend, betätigte er sich zunächst als Kaufmann. Als Direktor stand er laut einem „Adressbuch der Direktoren und Aufsichtsräte“ aus dem Jahre 1924 der Gesfirus A.G für internationalen Handel mit Russland vor und war Mitglied im Aufsichtsrat der Rhön-Bank A.G. in Mellrichstadt.

## Aktivitäten im Filmgeschäft
Schließlich knüpfte er 1929 Kontakt zum deutschen Film, arbeitete als  Geschäftsführer und Produktionsleiter für die Berliner Lothar Stark GmbH, war 1932 Mitgründer der Lumen Tonfilm GmbH und besaß mit der Serge-Otzoup-Film in Wien eine eigene Produktionsfirma. Außerdem betätigte er sich in Berlin mit der Otzoup-Film Serge Otzoup im Filmvertrieb.
Seine recht kurzlebige Tätigkeit als Filmproduzent stellte Otzoup bereits 1935 völlig ein. Er stellte sich stattdessen ganz in die Dienste nationalsozialistischer Filmpolitik. Seit Mitte 1935 war er für rund ein Jahr für eine von ihm und dem Kollegen Friedrich Wilhelm Gaik gegründete Firma tätig, die die Kontrolle über die Besetzung von österreichischen Filmen perfektionieren und ausweiten sollte. Diese Kombination Otzoup genannte Firma sollte in erster Linie bei den in Österreich hergestellten Filmen darauf achten, dass die deutschen Kontingentbestimmungen, wie sie im deutsch-österreichischen Abkommen für nach Deutschland zu exportierende Filme festgelegt wurden, auch eingehalten werden. Dies galt insbesondere für die geforderten Ariernachweise aller an diesen Filmen Beteiligten, darunter auch die Komparsen und das technische Personal. Im Oktober 1935 gründeten Otzoup und Gaik die Filmhandel GmbH, die ab November 1936 als Unitas-Film GmbH firmierte und bei der Serge Otzoup Ende Januar 1937 als Geschäftsführer ausschied.
Versuche Otzoups, nebenbei wieder eigene Filmprojekte auf die Beine zu stellen, scheiterten. So wurde Ende 1937 vermeldet, dass Otzoup in Italien versuche, das (nie realisierte) Lilian-Harvey-Filmprojekt Es lebe die Liebe auf den Weg zu bringen.
Inzwischen hatte der regimetreue Otzoup auch Kontakte zur faschistischen Falange Spaniens hergestellt und sich am Aufbau einer deutsch-spanischen Gemeinschaftsproduktion, der Hispano-Film-Produktion, beteiligt, die im Sinne einer Unterstützung Hitler-Deutschlands für General Franco wirken sollte. Nach dem Sieg des Faschismus in Spanien 1939 verließ der seit 1932 mit der (ebenfalls exilrussischen) Schauspielerin Alexandra Sorina verheiratete Otzoup Deutschland und übersiedelte nach Madrid. Seine Ehefrau und beider Kinder blieben in Berlin, sein Sohn Pedro aus erster Ehe machte später in Spanien Karriere als Architekt (vor allem auf den Balearen). Serge Otzoup selbst produzierte in Spanien offensichtlich nur noch einen Film, Cervantes mit Horst Buchholz in der Titelrolle.

## Tätigkeit als Ikonen-Experte und Kunstsammler
Der Exilrusse, der sich nunmehr Sergio Otzoup nannte, machte sich in seiner neuen Wahlheimat vor allem einen Namen als Kunstsammler. Seine seit jungen Jahren sorgfältig aufgebaute, bedeutende Kollektion von Ikonen (etwa 1200 Stück aus über vier Jahrhunderten und fünf Nationen: Russland, Ukraine, Bulgarien, Griechenland, Rumänien) kann man seit seinem Tod 1974 im Madrider Privatmuseum La Casa Grande besichtigen. In den letzten drei Monaten des Jahres 1965 zeigte überdies das Madrider Prado-Museum eine Ausstellung mit Otzoups Ikonen. Außerdem verfasste Otzoup Festschriften und Kunstbücher über sein lebenslanges Hobby.

## Filmografie (als Produzent oder Produktionsleiter)
- 1932: Madame wünscht keine Kinder
- 1933: Sonnenstrahl
- 1934: Abenteuer eines jungen Herrn in Polen
- 1935: Nacht der Verwandlung
- 1966: Cervantes – Der Abenteurer des Königs (Cervantes)